# La più cara sei tu
La più cara sei tu è un romanzo di Liala, pubblicato per la prima volta nel 1952.

## Trama
La vicenda si svolge a Firenze e nelle campagne del capoluogo toscano. Il conte Mimmo Dall'Ara ha dilapidato il patrimonio familiare e per non dichiarare  fallimento decide di vendere il suo podere. Si fa avanti per l'acquisto una giovane proprietaria terriera, Leonarda, che inizialmente dà del filo da torcere all'uomo: i due infatti non fanno che litigare. Ma dopo qualche tempo, incredibilmente, si scopriranno innamorati. Mimmo sembra convincersi che Leonarda potrebbe diventare la sua compagna, quando improvvisamente appare nella sua vita un'altra donna, Nunzia.